# هالتاون (ميزوري)
'هالتاون (بالإنجليزية: Halltown, Missouri)‏ هي منطقة سكنية تقع في الولايات المتحدة في مقاطعة لورينس، ميزوري. يقدر عدد سكانها بـ 173 نسمة ومساحتها 0.54 كم2 ووترتفع عن سطح البحر 358 متر.

## التركيبة السكانية
قام مكتب تعداد الولايات المتحدة بتحديد بيانات التركيبة السكانية لهالتاون في تعداد الولايات المتحدة. في ما يلي، التركيبة السكانية حسب تعدادي 2000 و2010.

### تعداد عام 2000
بلغ عدد سكان هالتاون 189 نسمة بحسب تعداد عام 2000، وبلغ عدد الأسر 69 أسرة وعدد العائلات 50 عائلة مقيمة في القرية. في حين سجلت الكثافة السكانية 908.0 نسمة لكل ميل مربع (350.6/كم2). وبلغ عدد الوحدات السكنية 74 وحدة بمتوسط كثافة قدره 355.5 نسمة لكل ميل مربع (137.3/كم2).
وتوزع التركيب العرقي للقرية بنسبة 98.94% من البيض و 1.06% من عرقين مختلطين أو أكثر.
بلغ عدد الأسر 69 أسرة كانت نسبة 36.2% منها لديها أطفال تحت سن الثامنة عشر تعيش معهم، وبلغت نسبة الأزواج القاطنين مع بعضهم البعض 53.6% من أصل المجموع الكلي للأسر، ونسبة 15.9% من الأسر كان لديها معيلات من الإناث دون وجود شريك، وكانت نسبة 27.5% من غير العائلات. تألفت نسبة 20.3% من أصل جميع الأسر من أفراد ونسبة 7.2% كانوا يعيش معهم شخص وحيد يبلغ من العمر 65 عاماً فما فوق. وبلغ متوسط حجم الأسرة المعيشية 3.20، أما متوسط حجم العائلات فبلغ 2.74.
بلغ العمر الوسطي للسكان 30 عاماً. وكانت نسبة 31.2% من القاطنين تحت سن الثامنة عشر، وكانت نسبة 12.7% بين الثامنة عشر والأربعة وعشرون عاماً، ونسبة 32.3% كانت واقعةً في الفئة العمرية ما بين الخامسة والعشرون حتى والأربعة وأربعون عاماً، ونسبة 17.5% كانت ما بين الخامسة والأربعون حتى الرابعة والستون، ونسبة 6.3% كانت ضمن فئة الخامسة والستون عاماً فما فوق. يوجد لكل 100 أنثى 80.0 ذكر، ويوجد لكل 100 أنثى في الثامنة عشر من عمرها فما فوق 80.6 ذكر.
بلغ متوسط دخل الأسرة في القرية 30,833 دولار، أما متوسط دخل العائلة فبلغ 37,969 دولار. وكان متوسط دخل الذكور 21,250 دولار مقابل 19,375 دولار للإناث. وسجل دخل الفرد الخاص بالقرية 10,301 دولار. وكانت نسبة 12.2% من العائلات ونسبة 11.3% من السكان تحت خط الفقر، وكان من هؤلاء نسبة 10.1% تحت سن الثامنة عشر ونسبة 42.9% في الخامسة والستين من العمر وما فوق.

### تعداد عام 2010
بلغ عدد سكان هالسفيل 1,491 نسمة بحسب تعداد عام 2010، وبلغ عدد الأسر 586 أسرة وعدد العائلات 397 عائلة مقيمة في المدينة. في حين سجلت الكثافة السكانية 1,121.1 نسمة لكل ميل مربع (432.9/كم2). وبلغ عدد الوحدات السكنية 615 وحدة بمتوسط كثافة قدره 462.4 لكل ميل مربع (178.5/كم2).
وتوزع التركيب العرقي للمدينة بنسبة 96.8% من البيض و 0.1% من الأمريكيين الأصليين و 0.1% من سكان جزر المحيط الهادئ و 0.9% من الأمريكيين الأفارقة و 1.7% من عرقين مختلطين أو أكثر.
بلغ عدد الأسر 586 أسرة كانت نسبة 41.8% منها لديها أطفال تحت سن الثامنة عشر تعيش معهم، وبلغت نسبة الأزواج القاطنين مع بعضهم البعض 48.6% من أصل المجموع الكلي للأسر، ونسبة 14.0% من الأسر كان لديها معيلات من الإناث دون وجود شريك، بينما كانت نسبة 5.1% من الأسر لديها معيلون من الذكور دون وجود شريكة وكانت نسبة 32.3% من غير العائلات. وبلغ متوسط حجم الأسرة المعيشية 3.06، أما متوسط حجم العائلات فبلغ 2.53.
بلغ العمر الوسطي للسكان 34.7 عاماً. وكانت نسبة 30.8% من القاطنين تحت سن الثامنة عشر، وكانت نسبة 5.5% بين الثامنة عشر والأربعة وعشرون عاماً، ونسبة 28.5% كانت واقعةً في الفئة العمرية ما بين الخامسة والعشرون حتى والأربعة وأربعون عاماً، ونسبة 22.2% كانت ما بين الخامسة والأربعون حتى الرابعة والستون، ونسبة 12.9% كانت ضمن فئة الخامسة والستون عاماً فما فوق. وتوزع التركيب الجنسي للسكان بنسبة 47.8% ذكور و52.2% إناث.